# Algebarski broj
Algebarski broj, vrsta broja u matematici, odnosno algebri. 
Broj {\displaystyle \alpha \in R} je algebarski ako 
{\displaystyle \exists a_{0},a_{1},\dots ,a_{n}\in Q}
takvi da je 
{\displaystyle \alpha } korijen jednadžbe {\displaystyle a_{n}x^{n}+\dots +a_{1}x+a_{0}=0}
Vrijedi li suprotno, broj {\displaystyle \alpha } je transcedentan. 
Algebarskih je brojeva mnogo manje od transcendentnih brojeva. Algebarskih je brojeva prebrojivo mnogo jer polinoma s racionalnim koeficijentima ima prebrojivo mnogo, a svaki polinom ima najviše konačno mnogo realnih nul-točaka.